# Wilfried Scharf
Wilfried Scharf (* 9. April 1955 in Braunau am Inn) ist ein österreichischer Zithersolist und seit 1989 Hochschullehrer an der Anton Bruckner Privatuniversität in Linz.

## Leben
Wilfried Scharf wuchs in einem musikalisch geprägten Umfeld auf. Nach Pflichtschulzeit und Matura absolvierte er von 1974 bis 1977 die Pädagogische Akademie der Diözese Linz, legte dort die Lehramtsprüfung für Hauptschulen in den Fächern Englisch und Musikerziehung ab und unterrichtete danach vier Jahre an einer Hauptschule. Im Jahr 1982 begann er das Hauptfach Zither am Tiroler Landeskonservatorium bei Peter Suitner zu studieren und legte 1985 die staatliche Lehrbefähigungsprüfung für Zither mit ausgezeichnetem Erfolg ab.
1989 wurde die Zither als Hauptfach in das „Brucknerkonservatorium“ in Linz eingeführt und Wilfried Scharf mit dem Aufbau einer Zitherklasse betraut.
Seit Ende der 1980er Jahre tritt er als Solist auf und gründete 1982 das Ensemble „Salzburger Saitenklang“. Das Ensemble adaptiert klassische Werke für Harfe, Zither und Gitarre.
Beim Neujahrskonzert der Wiener Philharmoniker 2014 unter der Leitung von Daniel Barenboim spielte er das Zither-Solo in dem Walzer Geschichten aus dem Wienerwald, op. 325 von Johann Strauss (Sohn).